# Caryomene
Caryomene Barneby & Krukoff – rodzaj roślin z rodziny miesięcznikowatych (Menispermaceae). Obejmuje 5 gatunków występujących naturalnie na nizinach w Boliwii oraz w brazylijskim stanie Pará.

## Systematyka
Pozycja systematyczna według APweb (aktualizowany system APG III z 2009)
Rodzaj z rodziny miesięcznikowatych (Menispermaceae).
Wykaz gatunków
| - Caryomene foveolata Barneby & Krukoff - Caryomene glaucescens (Moldenke) Barneby & Krukoff - Caryomene grandifolia Barneby & Krukoff - Caryomene olivascens Barneby & Krukoff - Caryomene prumnoides Barneby & Krukoff |